# Иван Васильевич меняет профессию
«Ива́н Васи́льевич меня́ет профе́ссию» — советская научно-фантастическая комедия 1973 года, снятая режиссёром Леонидом Гайдаем по мотивам пьесы Михаила Булгакова «Иван Васильевич».
Фильм рассказывает об инженере-изобретателе Шурике, создавшем машину времени, которая открывает двери в XVI век — во времена Ивана Васильевича Грозного, в результате чего царь случайно оказывается в советской Москве, а его тёзка — управдом Иван Васильевич Бунша, вместе с вором-рецидивистом Жоржем Милославским — в палатах царя.
Премьера в кинотеатрах состоялась 17 сентября 1973 года.
Бо́льшая часть фильма — цветная, но начало и концовка намеренно сделаны чёрно-белыми.
Лидер советского кинопроката 1973 года — свыше 60 миллионов зрителей.

## Сюжет
Инженер Александр Сергеевич Тимофеев (Шурик) в своей московской квартире построил машину времени. Очередной запуск проходит неудачно, в подъезде перегорают пробки, что вызывает большое неудовольствие соседа Шурика — управдома Ивана Васильевича Бунши, который борется за признание их многоквартирного дома домом высокой культуры быта. Шурик чинит пробки и снова запускает машину, при этом повысив напряжение. Происходит взрыв, Шурик падает на пол и теряет сознание.
Его жена, киноактриса Зина, выступает у моря перед режиссёром Карпом Савельевичем Якиным. Вернувшись в Москву, она сообщает Шурику, что полюбила Якина и уезжает с ним в Гагры. Шурик, по доброте решив смиренно это принять, сообщает об этом Ульяне Андреевне, жене Бунши, после чего Бунша заявляется в квартиру Тимофеева с требованием повременить с разводом, чтобы не портить статистику.
Тем временем вор-рецидивист Жорж Милославский из таксофона звонит на работу другому соседу Шурика, стоматологу Антону Семёновичу Шпаку. Изменив голос и представившись его поклонницей, он выясняет, что Антона Семёновича не будет дома до конца рабочего дня. Узнав это, Милославский приходит к нему в квартиру и обворовывает её. В это время Шурик демонстрирует Бунше работу своей машины: стена между квартирами Тимофеева и Шпака исчезает. Удивлённый Милославский проходит в квартиру Шурика и расспрашивает его о машине. Управдом допытывается у Милославского, кто он такой, что он делает в квартире Антона Семёновича, и откуда у него камера, магнитофон и куртка Шпака, на что тот представляется «артистом больших и малых академических театров», приятелем Шпака.
Шурик, вдохновлённый своим успехом, жаждет увидеть средневековую Москву. Он вновь запускает машину, стена исчезает и открывается портал в царскую палату Кремля XVI века, где царь Иван Грозный диктует дьяку Феофану письмо: «…к пренебесному селению, преподобному игумну Козьме царь и великий князь Иоанн Васильевич челом бьёт». Приняв Шурика и Милославского за демонов, перепуганный Феофан убегает за стражей. Бунша, считая машину Шурика антиобщественной и незаконной, пытается позвонить в милицию, но Милославский заставляет его положить трубку. Бунша отступает от Милославского в Кремль XVI века через портал, а царь Иван Грозный, испугавшись чёрной кошки Шурика, убегает через портал в квартиру инженера, а затем в подъезд.
В царские палаты врывается стража. Один из стрельцов бросает в «демонов» алебарду. Милославский ловит её и пытается бросить обратно в стражников, но вместо этого попадает в машину времени, происходит взрыв, из-за чего в ней перегорают все транзисторы, и портал закрывается, оставляя Ивана Грозного в XX веке, а Ивана Васильевича Буншу и Жоржа Милославского — в XVI веке. Стрельцы гонятся за «демонами». Милославский, заметив внешнее сходство Бунши и Ивана Грозного, находит сундук с «царскими шмотками» и, переодевшись, выдаёт Буншу за царя, а себя — за князя Милославского.
Шурик находит царя в подъезде и с трудом успокаивает его, объяснив, что случилось. Царь вспоминает, что шведы недавно взяли Кемь, и требует немедленно отправить его обратно. Шурик бегает по Москве в поисках новых транзисторов взамен перегоревших при аварии. Иван Грозный остаётся в квартире, постепенно осваивается с современным бытом, слушает на магнитофоне песни Высоцкого и Никулина. Внезапно в квартиру возвращается Зина, которая решает вернуться к Шурику, так как она разругалась с Якиным и вдобавок по ошибке забрала его чемодан. Пришедшего за своим чемоданом Якина Грозный намеревается казнить как «прелюбодея», но Зина, догадавшись о сути происходящего, уговаривает его пощадить. Зина и Якин переодевают царя из его средневековой царской одежды в спортивный костюм Шурика. Ивану Грозному удаётся их помирить, и они уезжают в Гагры.
Когда Грозный в спортивном костюме и в куртке Милославского, оставленной в квартире Шурика, выходит на балкон, его замечают соседи Шурика — Ульяна Андреевна и Шпак — и принимают его за Буншу. Шпак жалуется «управдому», что его обворовали, а возмущённая Ульяна Андреевна заявляет, что её муж «окосел от пьянства». Она перелезает через балкон в квартиру Шурика и требует, чтобы «алкоголик» возвращался домой, но тот набрасывается на неё, приняв за ведьму. Шпак просит царя подписать «список украденного»: два магнитофона, две камеры и два портсигара. Царь, недовольный тем, как «холоп» подаёт ему челобитную, разрывает бумагу и швыряет её в лицо Шпаку. Ульяна Андреевна звонит в психбольницу, заявляя, что у её мужа белая горячка и что он кидается на людей с ножом. Шурик, купивший транзисторы у спекулянта, прибегает домой и останавливает царя, набросившегося с кинжалом на Шпака. Тимофеев рассказывает Шпаку всю правду и просит его не звонить в милицию, но обокраденный Шпак, дав «честное благородное слово», тотчас звонит в милицию, заявляя, что инженер Тимофеев привёл в квартиру «живого царя» с оружием.
В XVI веке Бунша настолько напуган всем происходящим, что более сообразительному Милославскому приходится вести государственные дела за него: сначала «князь» отправляет стрельцов «выбить крымского хана с Изюмского шляха». Затем к царю является шведский посол, требующий отдать его королю Кемскую волость. Ничего не смыслящий в происходящем Бунша сразу же соглашается с требованием, но Милославский просит посла подождать, заявив, что нужно «посовещаться с товарищами», при этом он крадёт у посла разукрашенный самоцветами рыцарский орден (медальон). Потом, во время банкета, Бунша напивается и заигрывает с миловидной супругой Ивана Грозного, Марфой Васильевной. В итоге войско, посланное на Изюмский шлях, возвращается и поднимает бунт, заявляя: «Царь ненастоящий». Стрельцы врываются в царские палаты. Тем временем, Шурик, отремонтировав машину времени, открывает портал, через который Бунша с Милославским убегают обратно в XX век, а Иван Грозный неосмотрительно выходит из квартиры, и его задерживают милиционеры.
На допросе Грозный отвечает, что брал Казань, Астрахань и Ревель, но «Шпака не брал». Ульяна Андреевна приводит врача и санитаров, а милиционеры делают вывод, что имеют дело с сумасшедшим. Затем милиционеры приводят и настоящего Буншу, который решил добровольно сдаться под арест, так как «незаконно» исполнял обязанности царя. Иван Грозный, услышав это, набрасывается на своего двойника. Психиатры надевают на обоих смирительные рубашки. Милиционеры приводят двойников к Ульяне Андреевне для опознания. Ульяна Андреевна решает, что она сошла с ума, и отправляется с ними обоими в психбольницу. Шпак жалуется милицейской овчарке, что у него украли три магнитофона, три камеры, три портсигара и три куртки.
Милославский, надев белый халат Шурика, под видом санитара участвует в выводе Ивана Грозного. Милиционеры обнаруживают в куртке Милославского, в которой был царь, справку об освобождении Милославского, и с балкона приказывают коллегам задержать Милославского. Тот сдуру начинает убегать, и все присутствующие, кроме Грозного, бросаются в погоню за ним. Царь возвращается к Шурику, инженер запускает машину времени и возвращает царя в XVI век.
Потирая ушибленную голову, Шурик поднимается с пола и открывает дверь перед разгневанным Буншей и его женой. Он спрашивает: «Что, вас уже выпустили из сумасшедшего дома?», чем приводит их в ярость. Шурик начинает понимать, что всё произошедшее было просто сном, пока не вспоминает, что его бросила Зина.
Вскоре та приходит с работы. Шурик спрашивает, любит ли она кинорежиссёра Якина, но та отвечает, что никакого Якина у них нет. Шурик окончательно убеждается, что ему всё приснилось, и обнимает Зину, но вдруг видит на полу царскую шапку. Он зажмуривается, после чего шапка превращается в кошку. Шурик и Зина целуются, а кошка машет лапкой и произносит: «Чао!» («До свидания!»).

## В ролях
| Актёр                                                                                             | Роль                                                                        |
| ------------------------------------------------------------------------------------------------- | --------------------------------------------------------------------------- |
| Юрий Яковлев                                                                                      | управдом Иван Васильевич Бунша, сосед Шурика / царь Иван Васильевич Грозный |
| Леонид Куравлёв частичное озвучивание: - вокал (песня «Разговор со счастьем») — Валерий Золотухин | Жорж Милославский, квартирный и карманный вор-рецидивист                    |
| Александр Демьяненко                                                                              | инженер-изобретатель Шурик (Александр Сергеевич Тимофеев)                   |
| Савелий Крамаров                                                                                  | Феофан, дьяк посольского приказа                                            |
| Наталья Селезнёва (вокал — Нина Бродская)                                                         | киноактриса Зинаида Михайловна Тимофеева, жена Шурика                       |
| Наталья Белогорцева-Крачковская                                                                   | Ульяна Андреевна, жена Бунши                                                |
| Наталья Кустинская                                                                                | актриса, пассия режиссёра Якина                                             |
| Владимир Этуш                                                                                     | зубной врач Антон Семёнович Шпак, сосед Шурика                              |
| Михаил Пуговкин                                                                                   | кинорежиссёр Карп Савельевич Якин, любовник Зины                            |
| Сергей Филиппов                                                                                   | шведский посол                                                              |

### В эпизодах
| Актёр               | Роль |
| ------------------- | --- |
| Эдуард Бредун       | спекулянт, у которого Шурик покупает радиодетали для починки машины времени                                                                                             |
| Александр Вигдоров  | стрелец, который оборачивается, когда Бунша на колокольне, запутавшись в верёвках, «наигрывает» «Чижика-пыжика»                                                         |
| Валентин Грачёв     | стрелец, выкрикивающий приказ «Живьём брать демонов!» и «Живьём брать самозванцев!»                                                                                     |
| Наталья Гурзо       | медсестра Шпака |
| Иван Жеваго         | психиатр |
| Анатолий Калабулин  | стрелец с дёргающимся ухом и высоким голосом |
| Нина Маслова        | царица Марфа Васильевна |
| Анатолий Подшивалов | лейтенант милиции («Тамбовский волк тебе боярин! Квартиру Шпака вы брали?»)                                                                                             |
| Виктор Уральский    | старшина милиции («Тоже мне, Тарапунька и Штепсель нашёлся…») |
| Виктор Шульгин      | боярин («Войско взбунтовалось! Говорят, царь ненастоящий!») |
| Елена Вольская      | эпизод (нет в титрах) |
| Анатолий Голик      | стрелец (нет в титрах) |
| Николай Горлов      | посол (нет в титрах) |
| Лариса Ерёмина      | девушка на пиру (нет в титрах) |
| Аркадий Иванов      | стрелец (нет в титрах) |
| Инна Кара-Моско     | девушка на пиру (нет в титрах) |
| Виталий Киселёв     | хорист / певчий, лицо которого показывают крупным планом во время исполнения песни «Собака крымский царь», в момент, когда громко звучит слово «Собака!» (нет в титрах) |
| Игорь Кузнецов      | хорист (нет в титрах) |
| Виктор Махмутов     | из свиты шведского посла (нет в титрах) |
| Любовь Мышева       | девушка на пиру (нет в титрах) |
| Владимир Мышкин     | стрелец (нет в титрах) |
| Александр Петров    | музыкант (нет в титрах) |
| Юрий Потёмкин       | санитар (нет в титрах) |
| Степан Борисов      | стрелец (нет в титрах) |
| Юрий Чернов         | балалаечник на банкете (нет в титрах) |
| Олег Чудинов        | эпизод, из свиты шведского посла (нет в титрах) |
| Анатолий Мукасей    | осветитель на съёмочной площадке (нет в титрах) |

## Съёмочная группа
- Авторы сценария: Владлен Бахнов, Леонид Гайдай
- Режиссёр-постановщик: Леонид Гайдай
- Операторы-постановщики: Сергей Полуянов, Виталий Абрамов
- Художник-постановщик: Евгений Куманьков
- Композитор: Александр Зацепин
- Звукооператор: Раиса Маргачёва
- Дирижёр: Владимир Васильев
- Трюковая запись музыки и шумов: Виктор Бабушкин
- Текст песен: Леонид Дербенёв
- Режиссёр: Александр Хайт
- Оператор: Игорь Штанько
- Художник: Юрий Фомичев
- Художник-гримёр: А. Тетюркин
- Режиссёр-монтажёр: Клавдия Алеева
- Художник по костюмам: Н. Бузина
- Балетмейстер: П. Гродницкий
- Ассистенты:
  - режиссёра Н. Сысоева, А. Романенко
  - оператора: В. Данилов
- Мастер по свету: Л. Подсухский
- Комбинированные съёмки:
  - Оператор: Игорь Фелицын
  - Художник: А. Клименко
- Редактор: В. Зекин
- Музыкальный редактор: Раиса Лукина
- Директор картины: Аркадий Ашкинази

## Производство

### Кинопробы
Первый вариант сценария Гайдай писал под Юрия Никулина, который, прочитав его, наотрез отказался сниматься. По официальной версии, Никулина не отпустил на съёмки «Союзгосцирк», по другой — он сам отказался от роли, решив, что фильм всё равно не выпустят в прокат. После отказа Никулина на роли царя и управдома пробовались восемь актёров:
- Евгений Евстигнеев (поссорился с Гайдаем; по другим данным, худсовету не понравились его пробы);
- Георгий Вицин (ассоциировался с Трусом из знаменитой троицы и неубедительно выглядел в образе царя);
- Евгений Лебедев (в образе царя выглядел превосходно, но не убеждал в образе управдома)[4];
- Владимир Этуш (в итоге получивший другую роль — Шпака);
- Георгий Бурков;
- Георгий Юматов;
- Сергей Никоненко;
- Анатолий Кузнецов.

В результате роль досталась Юрию Яковлеву, который на пробах смог раздвоиться на жалкого Буншу и грозного царя.
С утверждением Яковлева на обе роли возникла проблема с исполнителем роли Жоржа Милославского, играть которого, по задумке режиссёра, должен был Андрей Миронов, так как у Юрия Яковлева и Андрея Миронова не сложился дуэт. Перепробовав ряд актёров, среди которых были Георгий Юматов, Сергей Никоненко, Георгий Бурков, Вячеслав Невинный и Анатолий Кузнецов, Гайдай остановился на Леониде Куравлёве.
Идея отождествления инженера Тимофеева с Шуриком из «Операции „Ы“» и «Кавказской пленницы» не была самоочевидной и пришла не сразу. На роль инженера Тимофеева претендовал Олег Видов, но Гайдай решил снимать Александра Демьяненко. В честь него персонаж, звавшийся у Булгакова Николаем Ивановичем, был переименован в Александра Сергеевича (Шурика). Естественность, с какой слились образы Шурика и инженера Тимофеева, была даже чрезмерной в том смысле, что роль, по поздним признаниям Александра Демьяненко, оказалась для него, как актёра, малоинтересной и не содержавшей большой новизны.
Сложный выбор был и среди исполнительниц женских ролей. На роль Зины пробовались Наталья Селезнёва, Наталья Гундарева (обе также пробовались и на роль царицы Марфы Васильевны), Наталья Гвоздикова, Наталия Богунова, Наталья Воробьёва и Екатерина Маркова.

### Съёмки
Съёмки фильма начались в мае 1972 года и проходили в следующих местах:
- Видеоклип к песне «С любовью встретиться (Звенит январская вьюга)» — Ялта (конец съёмочного периода: март 1973 года).
- Палаты Ивана Грозного и Кремль XVI века — Ростовский кремль[4][7].
- Дом Шурика — дом № 13 (строение 1) по Новокузнецкой улице в Москве[7], примерно посередине между станциями метро «Новокузнецкая» и «Павелецкая». В нём находился магазин «Светоч» (часть вывески видна в кадрах).
- Магазин «Радиотовары» также располагался в доме на Новокузнецкой улице[7].
- Вид с балкона (кроме вида из дома на Новокузнецкой) — панорама Москвы-реки и начала Кутузовского проспекта, снятая с высотного здания на Калининском[9].
- Все внутренние интерьеры — подъезд дома Шурика, лифт, лестничные площадки, квартиры Шпака и Шурика, а также царские палаты — снимались в одной и той же декорации на киностудии[9][10].

### Песни
- Первоначально песню Александра Зацепина на слова Леонида Дербенёва «С любовью встретиться» («Звенит январская вьюга») для кинофильма записала София Ротару[11]. Однако этот вариант (из-за серьёзной и проникновенной манеры исполнения) не подошёл для комедийного жанра фильма[12]. Кроме того, песня была записана в низкой тональности и голос Ротару, сам по себе достаточно низкий, не гармонировал с высоким голосом Натальи Селезнёвой[12].
- В результате песню перезаписали и в окончательный вариант фильма вошло исполнение Нины Бродской. Впоследствии Ротару исполнила эту песню в представлении «Первый скорый» в новогоднюю ночь 2005—2006 годов.
- Борис Кузнецов, Лев Полосин и хор МВО исполнили песню «Кап-кап-кап» («Маруся») — музыка: Александр Зацепин, слова: Леонид Дербенёв.
- Валерий Золотухин исполнил песню «Разговор со счастьем» («Счастье вдруг, в тишине…») — музыка: Александр Зацепин, слова: Леонид Дербенёв.

### Реквизит
- Машину времени для съёмок в фильме создал художник, скульптор по дереву и карикатурист Вячеслав Почечуев. Первоначальный вариант машины времени, изготовленным специальным бюро, оказался невыразительным макетом стандартной ЭВМ. Почечуев набросал эскиз новой модели и при помощи конструктора, слесаря и стеклодува за несколько дней сотворил новую машину времени, вызывающую у зрителей ощущение чуда[13]. Почечуев получил премию в размере 40 рублей, а в справке из бухгалтерии было написано: «Деньги выданы за изобретение машины времени».

### Приём и цензура
Комичный образ царя-самозванца был воспринят как издевательство над Иваном Грозным, и поэтому из фильма был исключён эпизод, где царь жарит котлеты на кухне Тимофеева.
Некоторые фрагменты были переозвучены режиссёром из цензурных соображений:
- Запрету подвергся эпизод, где Зина, заботясь об Иване Грозном в квартире Шурика, произносит: «Мало ли что могут подумать!», но по губам читается: «Вас [то есть царя] здесь могут увидеть!».
- Переозвучили и фразу Бунши в эпизоде обращения к шведскому послу — вместо сценарной фразы «Мир, дружба!» получилось: «Гитлер капут»[4][7] (в оригинальной пьесе Булгакова Бунша в этот момент говорит: «Я на иностранных языках только революционные слова знаю, а всё остальное забыл…», на что следует ответ Милославского: «Ну, говори хоть революционные, а то ты ведь никаких слов не произносишь»).
- Во время царского банкета Бунша спрашивает Милославского: «За чей счёт этот банкет? Кто оплачивать будет?» Тот отвечает: «Во всяком случае, не мы» (цензурный вариант), в оригинале же — «Народ, народ, батюшка»[4][14].
- В сцене допроса Ивана Грозного сотрудниками милиции на вопрос «Где живёте?» тот отвечает: «В палатах» (цензурный вариант), по замыслу Леонида Гайдая: «Москва, Кремль»[4].

Убрали и концовку реплики Бунши: «Что за репертуар у вас? Соберите завтра творческую интеллигенцию. Я вами займусь». В общей сложности фильм был обрезан на 177 метров плёнки.
Из фильма вырезали крупные планы с авторучкой, которую Милославский украл у Шпака и подарил шведскому послу (ручка была «со стриптизом»: на ней изображена женская фигурка, которая «раздевается», если ручку перевернуть). Международным поставщиком таких ручек с жидкостными меняющимися картинками была Дания.
После внесения всех изменений хронометраж фильма уменьшился на 10 минут, но оригинальный негатив фильма хранится на студии «Мосфильм».

## «Чёрные перчатки»
Существует усечённая короткометражная версия фильма под названием «Чёрные перчатки», стилизованная под немое кино. Эта лента выпускалась на бобине с 8-мм плёнкой, и в советское время её можно было купить для домашнего просмотра. Главным героем этого 12-минутного фильма становится Жорж Милославский, «чёрные перчатки» которого появляются в кадре накануне очередного совершаемого им преступления.
В короткометражную версию вошли фрагменты, вырезанные из театральной версии фильма, в том числе дубли, не попавшие в окончательный вариант. Финальная сцена с Милославским — герой, переодевшись в санитара, помогает довести Ивана Васильевича до машины «скорой помощи». Милиция начинает преследовать его, и на этом сюжетная линия с персонажем в полнометражном фильме заканчивается, поэтому зрителю его дальнейшая судьба неизвестна. В «Чёрных перчатках» финальная сцена есть: Жорж плывёт на речном трамвайчике в сопровождении двух девушек, но когда транспорт выплывает из-под тёмного моста, у него по бокам сидят уже те самые два милиционера, которые допрашивали Ивана Грозного.

## Критика в фильме
Впервые в истории советского кино монарх показан не только жестоким, но и обаятельным. Уголовник и вор Жорж Милославский проявляет заботу о государственных интересах.

## Музыкальные фильмы
В 1977 году вышел фильм-концерт «Эти невероятные музыканты, или Новые сновидения Шурика», в который вошли композиции и кадры из фильма «Иван Васильевич меняет профессию». При этом для завязки мюзикл использует линию из «Ивана Васильевича» — Шурик снова засыпает у машины времени, и ему снится сон. Александр Демьяненко также выступил ведущим мюзикла, а актёры Леонид Куравлёв, Наталья Селезнёва, Савелий Крамаров и Наталья Крачковская появились в ролях самих себя. Валерий Золотухин появился на этот раз вживую, а в композициях использован его вокал.
В 1997 году вышел музыкальный фильм «Старые песни о главном 3», где шесть актёров фильма вернулись к своим ролям:
- Юрий Яковлев — заместитель главы администрации района Иван Васильевич Бунша / царь Иван Васильевич Грозный
- Леонид Куравлёв — Жорж Милославский
- Михаил Пуговкин — режиссёр Карп Якин
- Александр Демьяненко — инженер Шурик
- Наталья Крачковская — Ульяна Андреевна Бунша
- Наталья Селезнёва — Зинаида Михайловна Тимофеева, жена Шурика

## Документальные фильмы о фильме
Вышло несколько документальных фильмов об оригинальном фильме, с участием его создателей.
- В 2005 году на «Первом канале» вышел документальный фильм «Рождение легенды» о создании фильма[20].
- В 2008 году в рамках цикла «Неизвестная версия» вышел документальный фильм о фильме[21].
- В 2008 году в рамках цикла «Золотой Винил» вышла передача о фильме[22].
- В 2010 году в рамках цикла телепередач «Тайны советского кино» («Тайны нашего кино») вышла передача о фильме[23].
- В 2015 году вышел документальный фильм «Первого канала» «Как Иван Васильевич менял профессию»[24].
- В 2017 году в рамках цикла «Песня с историей» вышла передача о песне «Разговор со счастьем», звучащей в фильме[25].
- В 2017 году в рамках документального цикла «Тайны Кино» вышла передача о создании фильма[26].
- В 2019 году в рамках цикла «Звёзды советского экрана» вышла передача о фильме[27].

## В массовой культуре
В 1994 году был снят клип на песню группы «Агата Кристи» «Сказочная тайга» (альбом «Опиум»), мелодия которой отчётливо перекликается с одной из музыкальных тем фильма («Звенит январская вьюга»). В клипе участвуют Леонид Куравлёв, Юрий Яковлев, Александр Демьяненко, Наталья Селезнёва и Наталья Крачковская, которые, по сюжету, собираются в кинозале и смотрят «Иван Васильевич меняет профессию» спустя двадцать лет после выхода ленты на экраны. Сам клип посвящён памяти Гайдая, скончавшегося за год до выхода альбома «Опиум».
В ноябре 2020 года «Сбербанк» выпустил рекламу, в которой Жорж Милославский на машине времени попадает в Москву образца 2020 года. Образ Милославского был воссоздан с помощью технологии искусственного интеллекта Deepfake.
В 2023 году телеканал «ТНТ» снял ремейк картины Гайдая под названием «Иван Васильевич меняет всё», используя схожую стилистику фильма и образы героев, но добавив в сюжет картины современные детали. Главные роли в фильме исполнили Тимур Батрутдинов, Демис Карибидис и Максим Лагашкин.